# Hartstoff
Hartstoffe sind Materialien, die sich durch eine besonders hohe Härte auszeichnen.
Es handelt sich meist um Ausbildungen intermetallischer Phasen, häufig Metallcarbide, seltener auch um Keramiken, in denen ein hoher Anteil metallischen Bindungscharakters besteht. Hartstoffe sind in Reinform praktisch nicht verarbeitbar und werden daher meist in Metallmatrix-Verbundwerkstoffen als Zuschläge in einer metallischen Matrix, häufig Kobalt, eingesetzt. Diese Verbundwerkstoffe zählt man dann zu den Hartmetallen oder zu den Cermets.

## Wichtige Hartstoffe
- Diamant

- Nitride
  - Kubisch kristallines Bornitrid
  - Titannitrid
  - Siliciumnitrid
  - Titanaluminiumnitrid

- Carbide
  - Siliciumcarbid
  - Borcarbid
  - Wolframcarbid
  - Vanadiumcarbid
  - Titancarbid[1]
  - Tantalcarbid

- Oxide
  - Aluminiumoxid
  - Zirconiumdioxid